# Олинфская первая
«Олинфская первая» (др.-греч. Ὀλυνθιακὸς A) — речь древнегреческого оратора Демосфена, сохранившаяся в составе «демосфеновского корпуса» под номером I. Первая из трёх речей, произнесённых осенью 349 года в афинском Народном собрании против царя Македонии Филиппа II, угрожавшего тогда городу Олинф в Халкидике. Дионисий Галикарнасский полагал, что она была третьей, но исследователи считают это мнение необоснованным.
Оратор настаивает на крайней важности Олинфа для безопасности Афин: «если будут целы олинфяне, Филипп никогда не придёт в Аттику, но у афинян будет возможность плыть в Македонию и там вести войну». Демосфен заявляет, что Филипп не так силён, как многие думают, и предлагает двинуть на север сразу две армии: одну к Олинфу, другую — в Македонию. Воевать, по его мнению, должны не наёмники, а граждане Афин.